# 伊勢農業協同組合
伊勢農業協同組合（いせのうぎょうきょうどうくみあい、通称：JA伊勢）は、三重県度会郡度会町に本店を置く農業協同組合。

## 沿革
- 1988年（昭和63年）4月 - 伊勢農業協同組合が発足する。
- 1989年（平成元年）1月 - 貯金高1,000億円を達成する。
- 1990年（平成2年）7月 - 長期共済保有高7,000億円を達成する。
- 1992年（平成4年）4月 - 伊勢市南部農業協同組合（JA伊勢市南部）を吸収合併。
- 1993年（平成5年）7月 - IRP（経営合理化プロジェクト）体制（6ブロック制）をスタートさせる。
- 1997年（平成9年）7月 - IRP組織整備を実施する。
- 2000年（平成12年）2月 - 介護センター「ひまわり」を開設する。
- 2001年（平成13年）1月 - 本店を現在地に移転する。
- 2001年（平成13年）1月 - 3S体制（シンプル（Simple）な組織を、スペシャリスト（Specialist）な職員が、スマート（Smart）に運営する）（経済3エリア、金融共済18支店）をスタートさせる。
- 2005年（平成17年）12月 - 三重紀北農業協同組合（JA三重紀北）を吸収合併。
- 2019年（平成31年）4月 - 鳥羽志摩農業協同組合（志摩市）、三重南紀農業協同組合（御浜町）を吸収合併。

## 本支店

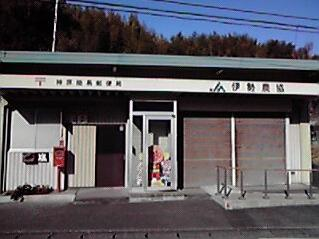
神原ATMコーナー（度会郡南伊勢町）

- 本店 - 度会郡度会町大野木1858
- 支店
  - 伊勢市
    - 伊勢北部支店
      - 伊勢北部支店豊浜東
      - 伊勢北部支店村松
      - 伊勢北部支店東大淀

    - 小俣支店
    - 伊勢支店
      - 伊勢支店四郷

    - 伊勢中央支店
      - 伊勢中央支店浜郷

    - 伊勢南部支店
    - 城田支店
    - 有滝ATMコーナー
    - 明野ATMコーナー
    - 一色ATMコーナー
    - 大湊ATMコーナー

  - 度会郡玉城町
    - 玉城支店
      - 玉城支店有田
      - 玉城支店外城田
      - 玉城支店下外城田

  - 度会郡度会町
    - 度会支店

  - 度会郡大紀町
    - 大宮支店 
      - 大宮支店野原

    - 紀勢支店
      - 紀勢支店錦

    - 大内山支店
    - 柏野ATMコーナー

  - 度会郡南伊勢町
    - 南勢支店
    - 穂原支店
    - 鵜倉支店
    - 南島支店
    - 神原ATMコーナー
    - 相賀浦ATMコーナー

  - 尾鷲市
    - 尾鷲支店

  - 北牟婁郡紀北町
    - 紀伊長島支店
    - 海山支店

## 主な施設・事業
- 給油所 - 伊勢北部（本店・東大淀店・村松店）、伊勢、城田、小俣、御薗、玉城、度会、中川、大内山、南島を運営。
- 福祉事業 - 伊勢市で介護センター「ひまわり」を運営。デイサービスセンターを併設。
- 旅行事業 - 伊勢支店河崎で、旅行代理店業務を行う。
- ライスセンター - 12箇所ある。
- 育苗センター - 8箇所ある。
- 選果場 - 2箇所ある。
- 度会茶加工流通センター
- 農機センター - 伊勢、玉城、度会の3箇所ある。

## 経営する商店
- グリーンコープ - 11店を経営。
- エーコープ - 豊浜東、南島の2店舗。
- JAショップ - 13店舗。
- 東宮購買店
- 鳥羽マルシェ - 鳥羽磯部漁業協同組合と協同経営